# زیردریایی تونلرو (اس۲۱)
زیردریایی تونلرو (اس۲۱) (به انگلیسی: Brazilian submarine Tonelero (S21)) یک زیردریایی است که طول آن ۲۹۵ فوت ۳ اینچ (۸۹٫۹۹ متر) می‌باشد. این زیردریایی  در سال ۱۹۷۲ ساخته شد.